# Биша (аэропорт)
Внутренний аэропорт «Биша» (араб. مطار بيشة المحلي‎, (ИАТА: BHH, ИКАО: OEBH) — аэропорт, обслуживающий город Калъат-Биша в округе Асир, Саудовская Аравия. Был открыт 1 июня 1976 года.

## Сооружения
Аэропорт находится на высоте 1 185 м над уровнем моря. Имеет одну взлетную полосу с асфальтированным покрытием длиной в 3 050 м и шириной 45 м.